# 大阪市立天下茶屋小学校
大阪市立天下茶屋小学校（おおさかしりつ てんがちゃやしょうがっこう）は大阪府大阪市西成区にある公立小学校。西成区の東部を校区とし、校区の東側は阿倍野区に接している。

## 沿革
1921年に当時の東成郡天王寺村で4番目の小学校・東成郡天王寺第四尋常小学校として、現在地（当時・東成郡天王寺村大字天王寺字生田）に開校した。東成郡天王寺尋常小学校（現在の大阪市立晴明丘小学校）および東成郡天王寺第三尋常小学校（現在の大阪市立丸山小学校）の校区を再編する形で開校している。
1923年には東成郡天王寺第五尋常小学校（現在の大阪市立金塚小学校）の創立に伴い、従来天王寺第四（天下茶屋）小学校校区だった飛田地区を天王寺第五（金塚）小学校校区へと変更している。
天王寺村は1925年に大阪市に編入した。旧天王寺村の学校は大阪市編入を機に、従来の「天王寺＋創立番号」の名称をやめて地名などを取り入れた名称に一斉に改称した。これに伴い当校も大阪市天下茶屋尋常小学校に改称している。
国民学校令の実施により、1941年には大阪市天下茶屋国民学校へ改編された。
校区は大阪市編入当初は住吉区に属していたが、1943年の大阪市の行政区の22区への分増区・境界見直しの際に西成区に編入されている。
太平洋戦争の激化により大阪市の国民学校（小学校）では1944年に学童集団疎開を実施することになった。西成区の学校では和歌山県および大阪府南部（泉州地域）が疎開先として割り当てられ、天下茶屋校は和歌山県有田郡鳥屋城村（金屋町を経て現在は有田川町）および御霊村（吉備町を経て現在は有田川町）への集団疎開を実施している。
学制改革により、1947年に現在の校名・大阪市立天下茶屋小学校へと改称している。

### 年表
- 1921年1月8日 - 東成郡天王寺第四尋常小学校として創立。
- 1923年 - 東成郡天王寺第五尋常小学校の創立に伴い、飛田を天王寺第五小学校校区へ分離。
- 1925年4月1日 - 天王寺村が大阪市に編入されたことに伴い、大阪市天下茶屋尋常小学校に改称。
- 1941年4月1日 - 国民学校令により、大阪市天下茶屋国民学校に改称。
- 1944年 - 和歌山県に集団疎開。
- 1947年4月1日 - 学制改革により、大阪市立天下茶屋小学校に改称。
- 1966年 - プール完成。
- 1984年 - 給食室と家庭科室が完成。
- 1993年 - 体育館と屋上プールが完成。
- 1994年 - 新築南校舎完成。
- 2002年 - 耐震補強工事完了、エレベーター設置。

## 通学区域
- 大阪市西成区 天下茶屋1丁目（一部）・2丁目（紀州街道以東）・3丁目（東半分）、天下茶屋東（大半地域）、聖天下、天神ノ森1丁目（一部）、岸里東1丁目（一部）、山王3丁目（一部）

卒業生は大阪市立天下茶屋中学校へ進学する。

## 交通
- 阪堺電気軌道阪堺線 北天下茶屋停留場 東へ約200m。
- 南海本線・南海高野線・Osaka Metro堺筋線 天下茶屋駅 東へ約500m。
- Osaka Metro四つ橋線 岸里駅 北東へ約1km。